# H.P. Ørums Gade
H.P. Ørums Gade er en gade beliggende på Østerbro i København. Gaden løber mellem Haraldsgade og Borthigsgade, samt krydser F.F. Ulriks Gade på midten og ligger i Lyngbyvejskvarteret.

## Baggrund og navngivning
Gaden er opkaldt efter læge H.P. Ørum (1847–1904), som var en fremtrædende skikkelse inden for invalideforsorgen i Danmark. Ørum var blandt initiativtagerne til oprettelsen af lægevagten – en banebrydende ordning, der sikrede akut lægehjælp uden for almindelig åbningstid. Han grundlagde desuden Boserup Sanatorium.

## En del af Lyngbyvejskvarteret
H.P. Ørums Gade er en del af det såkaldte Lyngbyvejskvarter, et beboelsesområde på Ydre Østerbro opført i perioden 1906 til 1929 af Arbejdernes Byggeforening. Kvarteret består af i alt 323 byggeforeningshuse, der i dag har høj bevaringsværdi.